# Bernd Neuner-Duttenhofer

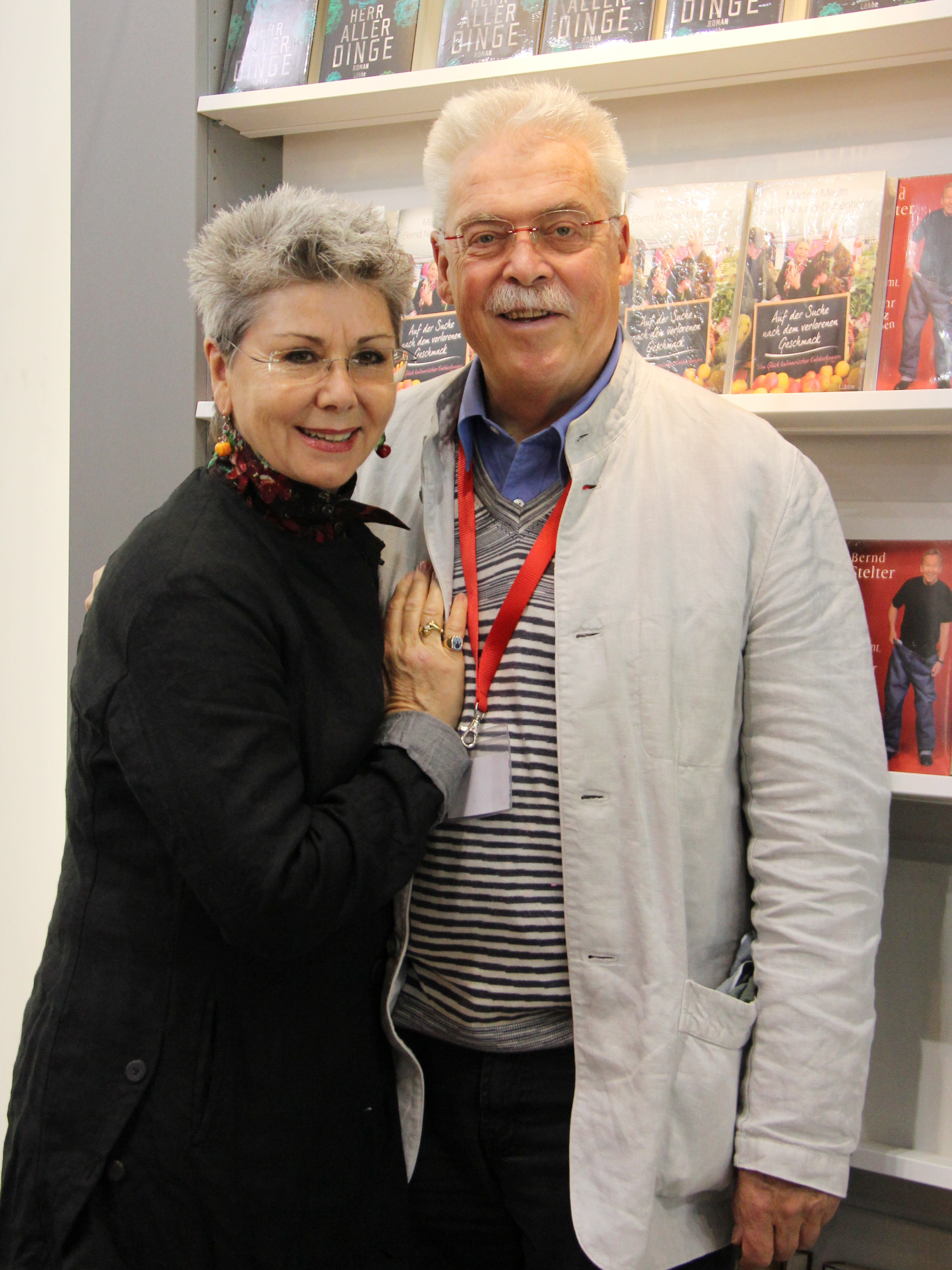
Martina Meuth und Bernd Neuner-Duttenhofer (2011)

Bernd „Moritz“ Neuner-Duttenhofer (* 29. November 1943 in Hopfau) ist ein deutscher Autor, Journalist und Fernsehmoderator der WDR-Sendung Kochen mit Martina und Moritz.

## Leben
Er studierte in München Theatergeschichte, Soziologie und Kunstgeschichte. In erster Ehe war er mit der Autorin und Übersetzerin Isabelle Neuner-Duttenhofer verheiratet. Aus dieser Ehe ging ein Sohn hervor, der 1977 in München geboren wurde. Bernd Neuner-Duttenhofer arbeitete zunächst als freier Kochbuchautor, war ab 1975 Leiter der Kochressorts der Zeitschrift Meine Familie & ich und wurde 1981 dort stellvertretender Chefredakteur.
Seit 1983 ist er mit Martina Meuth verheiratet, die ebenfalls Autorin und Fernsehmoderatorin ist. Die beiden leben seit 1985 auf ihrem Apfelgut im Nordschwarzwald, das er von seinen Eltern übernommen hat und das ursprünglich von seinem Urgroßvater, dem Rottweiler Pulverfabrikanten Max Duttenhofer erworben worden war. Die von ihm zusammen mit Meuth moderierte Sendung Kochen mit Martina und Moritz war die „dienstälteste“ deutsche Fernsehkochsendung und wurde von 1988 bis 2021 regelmäßig ausgestrahlt. Er ist Verfasser der Buchreihe Kulinarische Landschaften, die seit 1985 bei Droemer Knaur erscheint und in der Landschaften, Leute und Küchen in achtzehn Regionen der Erde, vornehmlich in Europa beschrieben werden.
Neuner-Duttenhofer ist Mitglied im Food Editors Club Deutschland e. V. (Arbeitskreis Kulinarischer Fachjournalisten) und von Slowfood. Durch Übersetzungen bzw. Bearbeitungen von Büchern wie La Cuisine du Marché (Die neue Küche) von Paul Bocuse sowie anderen Autoren wie Paul und Jean-Pierre Haeberlin, Frédy Girardet, Gaston Lenôtre und Eckart Witzigmann erwarb er sich umfassende Kenntnisse über die Nouvelle Cuisine.

## Werke
- Die neue deutsche Küche. Heyne, München 1978, ISBN 3-453-40231-6.
- Die neue französische Küche. Heyne, München 1976, ISBN 3-453-40186-7.
- Die neue Küche. Das Kochkunstbuch vom König der Köche/Paul Bocuse. Aus dem Französischen von Bernd und Isabelle Neuner-Duttenhofer. Econ-Verlag, Düsseldorf 1977, ISBN 3-430-11357-1.
- mit Martina Meuth: Toskana. Küche, Land und Leute. (= Kulinarische Landschaften). Droemer-Knaur, München 1987, ISBN 3-426-26264-9.
- mit Martina Meuth: Baden. Küche, Land und Leute. (= Kulinarische Landschaften). Droemer-Knaur, München 1988, ISBN 3-426-26300-9.
- mit Martina Meuth: Schweiz. Küche, Land und Leute. (= Kulinarische Landschaften). Droemer-Knaur, München 1989, ISBN 978-3-426-26386-0.
- mit Martina Meuth: Provence. Küche, Land und Leute. (= Kulinarische Landschaften). Droemer-Knaur, München 1990, ISBN 3-426-26453-6.
- mit Martina Meuth: Venetien und Friaul. Küche, Land und Leute. (= Kulinarische Landschaften). Droemer-Knaur, München 1991, ISBN 978-3-426-26503-1.
- mit Martina Meuth: Bayern. Küche, Land und Leute. (= Kulinarische Landschaften). Droemer-Knaur, München 1993, ISBN 3-426-26595-8.
- mit Martina Meuth: Österreich. Droemer-Knaur, München 1998, ISBN 3-426-26964-3.
- mit Martina Meuth: Mallorca.  (= Reiseziele für Lebenskünstler). Karl Blessing Verlag, München 1998, ISBN 3-89667-045-X.
- mit Martina Meuth: Sizilien. (= Reiseziele für Lebenskünstler). Karl Blessing Verlag, München 1999, ISBN 3-89667-046-8.
- mit Martina Meuth: Berlin. (= Reiseziele für Lebenskünstler). Karl Blessing Verlag, München 2000, ISBN 3-89667-139-1.
- mit Martina Meuth: Thailand. Küche, Land und Leute. (= Kulinarische Landschaften). Droemer-Knaur, München 2003, ISBN 3-426-66861-0.
- mit Martina Meuth: Der Große Meuth-Neuner-Duttenhofer. Die 900 besten internationalen Rezepte aus unserer Kochwerkstatt. Collection Rolf Heyne, München 2004, ISBN 3-89910-230-4.
- mit Martina Meuth: Südtirol. (= Kulinarische Landschaften). Collection Rolf Heyne, München 2005, ISBN 3-89910-247-9.
- mit Martina Meuth: Adria. Von Brindisi bis Dubrovnik. (= Kulinarische Landschaften). Collection Rolf Heyne, München 2007, ISBN 978-3-89910-287-1.
- mit Martina Meuth: Kochen mit Martina & Moritz. Das Beste aus 30 Jahren. Weltbild, Augsburg 2019, ISBN 978-3-8289-2921-0.
- mit Martina Meuth: Ein Tag ohne Kartoffelsalat ist kulinarisch betrachtet ein verlorener Tag. Unsere 100 liebsten Kartoffelsalatvariationen. Becker Joest Volk Verlag, Hilden 2020, ISBN 978-3-95453-187-5.
- mit Martina Meuth: Apfelmania. Unwiderstehliche große und kleine Gerichte mit Äpfeln von herzhaft bis süß. Becker Joest Volk Verlag, Hilden 2022, ISBN 978-3-95453-271-1.
- mit Martina Meuth: Hungrig auf den Schwarzwald. Merian, München 2022, ISBN 978-3-8342-3337-0.
- mit Martina Meuth: So kochen wir am liebsten. Neue Rezepte für jeden Tag Becker Joest Volk Verlag, Hilden 2023, ISBN 978-3-95453-295-7.